# 団風県
団風県（だんふう-けん）は中華人民共和国湖北省黄岡市に位置する県。

## 行政区画
- 鎮：団風鎮、淋山河鎮、方高坪鎮、回竜山鎮、馬曹廟鎮、上巴河鎮、総路嘴鎮、但店鎮
- 郷：賈廟郷、杜皮郷